# Campionato italiano maschile di pallacanestro 1923
Il campionato italiano maschile di pallacanestro 1923 rappresenta la quarta edizione del massimo campionato italiano di pallacanestro.
È stato l'unico vinto dall'Internazionale Milano, sezione basket dell'omonima squadra di calcio. Capitano e giocatore di questa squadra era Arrigo Muggiani, primo presidente della Federazione Italiana Basket-Ball e tra i fondatori del campionato italiano.

## Risultati
| Risultati                | COM   | COS  | INT   | USM   | ASS  |
| ------------------------ | ----- | ---- | ----- | ----- | ---- |
| Comense                  |       | 2-0  | 12-22 | n.d.  | n.d. |
| Costanza Milano          | 0-2   |      | n.d.  | n.d.  | n.d. |
| Internazionale Milano    | 22-12 | n.d. |       | 42-39 | n.d. |
| Unione Sportiva Milanese | n.d.  | n.d. | 39-42 |       | n.d. |
| ASSI Milano              | n.d.  | n.d. | n.d.  | n.d.  |      |

## Verdetti
- Campione d'Italia:  Internazionale Milano

Formazione: Vito Baccarini, Gustavo Laporte, Manzotti, Arrigo Muggiani, Marco Muggiani, Giuseppe Sessa. Allenatore: Arrigo Muggiani.